# Brooke Satchwell

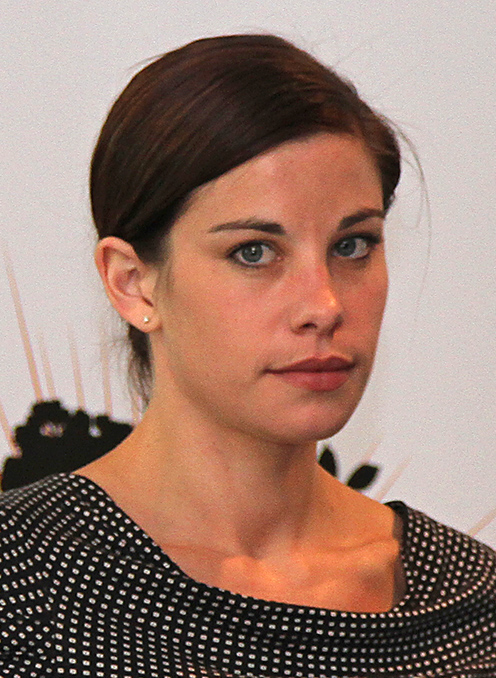
Brooke Satchwell 2010

Brooke Kerith Satchwell (* 14. November 1980 in Melbourne, Victoria) ist eine australische Schauspielerin und Model. Bekannt ist sie für ihre Rolle Anne Wilkinson in der Fernsehserie Nachbarn.

## Leben
Satchwell ist das erste von zwei Kindern des Immobilienmaklers Andrew Satchwell und der Lehrerin Jane Satchwell. Bekanntheit erlangte sie durch ihre Rolle Anne Wilkinson, die sie von 1996 bis 2000 in der australischen Fernsehserie Nachbarn spielte und für die sie 1998 einen Logie Award in der Kategorie „Most Popular New Talent“ bekam. Es folgten weitere Serienhauptrollen als Sophie Ferguson in Water Rats – Die Hafencops (2000–2001), als Sophia Marinkovitch in White Collar Blue (2002–2003), als Flick in Tripping Over (2006), als Donna in Dangerous (2007), als Bridget Keenan in Canal Road (2008), als Frankie Calasso in Die Chaosfamilie (2012–2013) und als Grace Barnes in Wonderland (2013).
Filme, in denen sie spielte, sind unter anderem Radio Samurai (2002), White Collar Blue (2002), Right Here Right Now (2004), Small Claims: White Wedding (2005) und Subdivision (2009).
Im Oktober 2012 verlobten sich Satchwell und der Filmeditor David Gross.

## Filmografie
- 1996–2000: Nachbarn (Neighbours, Fernsehserie, 289 Folgen)
- 2000–2001: Water Rats – Die Hafencops (Water Rats, Fernsehserie, 19 Folgen)
- 2001–2002: Beastmaster – Herr der Wildnis (BeastMaster, Fernsehserie, zwei Folgen)
- 2002: Radio Samurai
- 2002: White Collar Blue (Fernsehfilm)
- 2002–2003: White Collar Blue (Fernsehserie, 44 Folgen)
- 2004: Right Here Right Now
- 2005: Small Claims: White Wedding (Fernsehfilm)
- 2006: Tripping Over (Fernsehserie, fünf Folgen)
- 2007: Dangerous (Fernsehserie, acht Folgen)
- 2008: Canal Road (Fernsehserie, 13 Folgen)
- 2008: Corrections (Kurzfilm)
- 2009: Echo (Kurzfilm)
- 2009: Subdivision
- 2012–2013: Die Chaosfamilie (Packed to the Rafters, Fernsehserie, 34 Folgen)
- 2013: Wonderland (Fernsehserie, 13 Folgen)
- 2014–2016 Black Comedy (Fernsehserie, zwei Folgen)
- 2015: Footballer Wants a Wife (Fernsehserie, sechs Folgen)
- 2017: What If It Works?
- 2018: Dead Lucky (Fernsehserie, drei Folgen)
- 2018–2021: Mr Inbetween (Fernsehserie, 12 Folgen)
- 2019: Ride Like a Girl – Ihr größter Traum (Ride Like a Girl)
- 2019: SeaChange (Fernsehserie, acht Folgen)
- 2020: The End (Fernsehserie, fünf Folgen)
- 2021: Preppers (Fernsehserie, drei Folgen)
- 2022: The Twelve (Fernsehserie, zehn Folgen)
- 2022: Thor: Love and Thunder

## Auszeichnungen
- 1998: Logie Award in der Kategorie „Most Popular New Talent“ für Nachbarn[1]